# UBC Münster
Der UBC Münster ist ein Basketball-Verein aus der Stadt Münster, dessen erste Herren-Mannschaft in der 2. Bundesliga ProA spielt. Sie wurde von Juni 2015 bis Ende Juni 2023 WWU Baskets Münster genannt, dann erfolgte die Umbenennung in Uni Baskets Münster.

## Geschichte
Gegründet wurde der UBC Münster 1961 unter dem Namen Universitäts Basketball-Club Münster. 1963 schlossen sich die Volleyballer dem UBC Münster an und der Verein wurde in USC Münster (Universitäts Sportclub Münster) umbenannt. Zur Spielzeit 1969/70 gelang es der ersten Herrenmannschaft des USC in die 1966 gegründeten zweigliedrige Basketball-Bundesliga (BBL) aufzusteigen, in der sich das USC-Team, in der Hauptsache begründet durch finanzielle Gründe und dem sich daraus ergebenden Weggang von Spielern, nur eine Spielzeit halten konnte und in der Saison 1970/71 wieder in der Regionalliga West (damals 2. Liga) spielte.
1974 schloss der Verein einen Vertrag mit der Firma Medico ab, wodurch es dem Klub gelang, in die 2. Bundesliga zurückzukehren. Doch nach dem Weggang des Hauptsponsors und wegen geringer Zuschauerzahlen folgte der erneute Abstieg. 1978 geschah auf Grund innerer Streitigkeiten die Trennung der Basketball- und Volleyball-Abteilung in den UBC (Universitäts-Basketball-Club) und den USC (Unabhängiger Sport Club) Münster.
Werner Bergmann (2018 zum Ehrenmitglied ernannt und vom Deutschen Basketball-Bund mit der Silbernen Ehrennadel ausgezeichnet) prägte den UBC lange als Trainer der Herrenmannschaft sowie als Vereinspräsident, in der ersten Hälfte der 1990er Jahre arbeitete Bruno Socé in Münster als Trainer.
Erst im Jahr 2000 glückte der Wiederaufstieg in die 2. Bundesliga. Doch man stieg erneut ab.

### Rückkehr in die 1. Regionalliga
Der ehemalige UBC-Jugendspieler und frühere Bundesligaprofi Götz Rohdewald übernahm 2007 das Traineramt der Mannschaft in der zweiten Regionalliga. Das Aufgebot bestand hauptsächlich aus talentierten deutschen Spielern, die zum großen Teil auch schon in der Jugend beim UBC Münster aktiv waren. 2008 verpasste man den direkten Wiederaufstieg in die 1. Regionalliga: Als Zweiter musste man sich der BG Dorsten geschlagen geben. Zu den Spitzenspielen kamen in der Saison 2008/2009 bis zu 720 Zuschauer. Am 14. März 2009, zwei Spieltage vor Saisonende, sicherte sich der UBC nach zwei Jahren Abstinenz mit einem 78:71-Auswärtssieg beim direkten Verfolger SV Hagen-Haspe den Wiederaufstieg in die 1. Regionalliga.

### 2009 bis 2018: Entwicklung in der 1. Regionalliga, Namenswechsel, Aufstieg
Zur neuen 1. Regionalliga-Saison musste der UBC einen Umbruch in der Mannschaft vornehmen. Florian Herzog, langjähriger Leistungsträger, beendete seine Karriere. Das Amt des Kapitäns übernahm Andreas Peters. Verstärkt wurde der Kader mit dem US-Amerikaner Hayden Heiber, der zuvor auf Hawaii spielte. Auch Stephan Carduck (USC Freiburg), sowie Max Schulze-Pals (Phoenix Hagen) stießen zum Aufgebot dazu. Stefan Buschmeier verließ die Mannschaft hingegen schon nach wenigen Spieltagen. Er bekam nur noch wenig Spielanteile und sah auch nicht die Chance auf baldige Besserung. Zur Rückrunde verstärkte sich der UBC im Abstiegskampf mit einem zweiten US-Amerikaner, Brice Brooks, der zuvor beim TV Langen auf Körbejagd ging. Die U16-Jugendmannschaft des UBC Münster absolvierte die erste Saison in der JBBL, der Jugend-Basketball-Bundesliga, und sicherte sich den Klassenerhalt.
Trotz der Abgänge von Heiber, Brooks und Sprünken, die wichtige Stützen der Mannschaft waren, galt der UBC in der Saison 2010/11 als stärker als zuvor. Mit den Stadtwerken Münster hatte der Basketballklub nach Jahren ohne Hauptsponsor einen neuen Geldgeber gefunden. Jasper Knoch, Bernd Fährrolfes (beide von den GiroLive-Ballers Osnabrück), Stefan Fürst (SVD 49 Dortmund), Stefan Wess (eigene Jugend) und Timothy J. Smith (Kentucky Wesleyan College) verstärkten das Aufgebot. Das Saisonziel war es, besser als im Vorjahr (10. Platz) abzuschneiden.
2012 hörte Rohdewald als Trainer auf. Unter seiner Führung war die Rückkehr in die erste Regionalliga und die dortige Etablierung gelungen. Sein Nachfolger wurde Phillip Kappenstein, unter dessen Leitung sich der UBC im oberen Drittel der 1. Regionalliga festsetzte. In der Saison 2014/15 wurde man Vizemeister.
Im Juni 2015 wurde der Mannschaftsname geändert: Fortan hieß die Bezeichnung offiziell „WWU Baskets des UBC Münster“ (Kurzform: WWU Baskets Münster). Auf diese Weise solle die Verbundenheit mit der Westfälischen Wilhelms-Universität verdeutlicht werden, begründete die Führung die Maßnahme.
Die Saison 2015/16 beendete man wie das Vorjahr auf dem zweiten Tabellenrang der ersten Regionalliga. Auch die Saison 2016/17 schloss die Mannschaft auf dem zweiten Platz ab.
Zur Saison 2017/18 holte der Verein mit Stefan Wess einen Münsteraner in seine Heimat zurück, der es bis in die A2-Nationalmannschaft geschafft hatte. Die Mannschaft gewann unter Trainer Philipp Kappenstein den Meistertitel in der Regionalliga West sowie den WBV-Pokal. Bester Korbschütze in der Liga war im Meisterjahr Jan König mit einem Schnitt von 16,8 Punkten je Begegnung, gefolgt vom US-Amerikaner Bryce Leavitt, der 15,7 Zähler pro Partie erzielte.

### 2018 bis 2022: Spitzenmannschaft in der 2. Bundesliga ProB
Im Spieljahr 2018/19 schlossen die Münsteraner die Nordstaffel der 2. Bundesliga ProB als Aufsteiger auf dem ersten Tabellenplatz ab. Die Erfolge der Mannschaft lösten großen Zuschauerandrang aus, die Halle am Berg Fidel war bei Heimspielen mit rund 3000 Zuschauern mehrmals ausverkauft. In der Meisterrunde wurde die Euphorie noch gesteigert. Erfurt und Bayern München II wurden ausgeschaltet, im Halbfinale kam es zum Aufeinandertreffen mit Schwenningen. Im dritten Spiel gegen Schwenningen Ende April setzte sich Münster vor abermals 3000 Zuschauern in eigener Halle durch und zog dadurch ins Finale gegen Leverkusen ein. Somit errang die Mannschaft den sportlichen Aufstieg in die 2. Bundesliga ProA, allerdings war bereits zuvor angekündigt worden, einen ProA-Aufstieg nicht wahrzunehmen, da man die Anforderungen in der zweithöchsten deutschen Spielklasse noch nicht erfülle. Ein solcher Schritt käme zu früh, erteilte Manager Helge Stuckenholz einem möglichen Gang in die ProA bereits im Januar 2019 eine Absage. In den beiden Endspielen verlor die Mannschaft gegen Leverkusen (86:89 und 60:88), beendete das Spieljahr 2018/19 also als Vizemeister der 2. Bundesliga ProB. Die wegen der Ausbreitung des Coronavirus SARS-CoV-2 Mitte März 2020 vorzeitig beendete Saison 2019/20 wurde als Tabellendritter der ProB-Nordstaffel abgeschlossen.
In der Saison 2020/21 mischte Münster wieder in der Spitze der ProB mit. Als Hauptrundendritter der Nordstaffel erreichte man das Halbfinale. Das Hinspiel gewann die Mannschaft von Trainer Kappenstein mit 89:84 gegen Bochum, verlor jedoch im Rückspiel mit 84:97. Dadurch wurde der Einzug in die Endspiel und gleichzeitig das Erringen des ProA-Aufstiegsrechts verpasst. Im Sommer 2021 gab Kappenstein seinen Rücktritt als Trainer bekannt. Auf ihn folgte Björn Harmsen, der zuvor bereits als Sportdirektor verpflichtet wurde und beide Ämter antrat. Harmsen führte die Mannschaft in der Saison 2021/22 mit 21 Siegen und einer Niederlage zum Gewinn der Hauptrundenmeisterschaft in der 2. Bundesliga ProB Nord. Im anschließenden Achtelfinale setzte sich Münster sicher gegen Hanau durch, im Viertelfinale blieb man gegen Ulm sieglos und schied aus.

### Seit 2022: In der 2. Bundesliga ProA
Der Verein nahm im Sommer 2022 an einem Wildcard-Verfahren im Rahmen einer Aufstockung der 2. Bundesliga ProA teil und erhielt den Zuschlag, daher stieg er auf diese Weise zur Saison 2022/23 in die zweithöchste deutsche Spielklasse auf. Als Liganeuling kam man auf 14 Siege und 20 Niederlagen, der Klassenerhalt wurde als 14. der Abschlusstabelle erreicht. Bester Korbschütze der Münsteraner Mannschaft in der ersten ProA-Spielzeit war der ehemalige Nationalspieler Andreas Seiferth (15,4 Punkte je Begegnung), der danach seine Leistungssportlaufbahn beendete. Trainer Harmsen verließ den Verein im Anschluss an die Saison 2022/23 ebenfalls und wechselte nach Jena zurück. Die Münsteraner holten in zweiter Amtszeit Götz Rohdewald als Trainer. Zum 1. Juli 2023 nahm die Mannschaft im Zuge der Umbenennung der Westfälischen Wilhelms-Universität Münster in Universität Münster den Namen Uni Baskets Münster an.

## Mannschaft 2025/26
| Nummer | Name             | Größe  | Position       |
| ------ | ---------------- | ------ | -------------- |
| 0      | Andrew O’Brian   | 201 cm | Shooting Guard |
| 1      | Bo Hodges        | 198 cm | Guard          |
| 2      | Jannis Ridder    | 194 cm | Small Forward  |
| 3      | Paul Viefhues    | 193 cm | Shooting Guard |
| 4      | Nick McMullen    | 203 cm | Forward        |
| 6      | Thore Dilschmann | 188 cm | Point Guard    |
| 8      | Neil Mašnić      | 205 cm | Forward        |
| 10     | Julian Larry     | 185 cm | Guard          |
| 13     | Julius Ferber    | 194 cm | Shooting Guard |
| 14     | Lukas Ehrich     | 203 cm | Center         |
| 17     | Oliver Pahnke    | 186 cm | Point Guard    |
| 19     | Adam Touray      | 206 cm | Center         |
| 22     | Cosmo Grühn      | 201 cm | Forward        |
| 24     | Jason Ani        | 192 cm | Shooting Guard |

### Trainer
| Amtszeit  | Name                |
| --------- | ------------------- |
| bis 1995  | Bruno Socé          |
| 1995–1998 | fehlt               |
| 1998–2003 | Dusko Milic         |
| 2003–2004 | Joachim Hüffmeier   |
| 2004–2006 | Michael Bühren      |
| 2006–2007 | Oliver Kamp         |
| 2007–2012 | Götz Rohdewald      |
| 2012–2021 | Phillip Kappenstein |
| 2021–2023 | Björn Harmsen       |
| seit 2023 | Götz Rohdewald      |